# Дельта-центр
«Дельта-центр» (англ. Delta Center) — крытая спортивная арена в Солт-Лейк-Сити, Юта, США. Арена, открытая в 1991 году, является домашней для клубов НБА «Юта Джаз» и НХЛ «Юта Маммот». Первоначально называлась «Дельта-центр» (англ. Delta Center), затем с 20 ноября 2006 года по октябрь 2015 года титульным спонсором сооружения была компания EnergySolutions и здание называлось «Энерджи Солюшнз-арена». 26 октября 2015 года компания Vivint заключила десятилетнее соглашение о правах на названия и переименовала сооружение в «Вивинт Смарт Хоум-арена». С 2023 года арена вновь называется «Дельта-центр».
Во время зимних Олимпийских игр 2002 года арена принимала соревнования по фигурному катанию и шорт-треку и называлась «Солт-Лейк-Айс-Центр» (англ. Salt Lake Ice Center).
Предполагается, что арена будет принимать матчи хоккейного турнира на зимних Олимпийских играх 2034 года.

## История
С 2024 года на арене играет новосозданный клуб НХЛ «Юта Маммот» (в сезоне 2024/25 — «Юта»), фактически образованный из «Аризоны Койотис». Действующая арена на данный момент на хоккейных матчах вмещает более 16 200 человек, из которых 4200 с ограниченным обзором, так как арена изначально не создавалась под хоккейную. Арена подвергнется переоборудованию, после которого сможет вмещать 17 500 человек.

### История названий арены

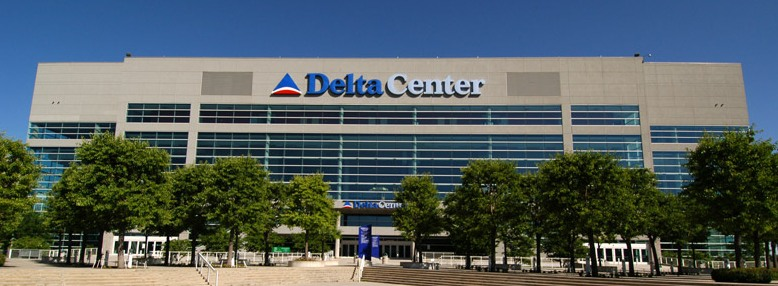
«Дельта-центр» в 2005 году

До 20 ноября 2006 года арена носила название «Дельта-центр». Первое переименование арены произошло во время зимних Олимпийских игр 2002 года в Солт-Лейк-Сити, из-за политики Международного олимпийского комитета, запрещающей использование спонсорских названий спортивных сооружений Олимпийских игр. Арена была переименована в «Солт-Лейк-Айс-Центр» на время проведения Игр.
После того как компания Delta Air Lines отказалась продлевать свой контракт на право названия, который заканчивался 30 сентября 2006 года, владелец стадиона Ларри Миллер выбрал в качестве нового титульного спонсора компанию EnergySolutions. Компания EnergySolutions занимается захоронением отходов с низким уровнем радиоактивности и её штаб-квартира располагается в Солт-Лейк-Сити. Новое название было представлено 20 сентября перед игрой «Джаз» и «Торонто Рэпторс». На площадку был помещен временный стикер с новым названием, закрыв собой старое. Временные логотипы были заменены постоянными официальными логотипами между 16 и 26 декабря.
Первоначальная реакция болельщиков на новое название была преимущественно негативной. Арену окрестили «Свалка» (англ. the Dump), из-за деятельности EnergySolutions, связанной с захоронением радиоактивных отходов. Арену также называли Glow Dome, Radium Stadium, the Isotope, ChernoBowl, JazzMat (краткая форма Jazzardous Materials), the Big Bang, the Tox Box, the Power House, the Hot Spot, Plutonium Palace, the Fallout Shelter, the Melta Center, and Energy Pollutions Arena.
14 января 2023 года компания Delta Air Lines выкупила права на название арены, и с 1 июля зданию вернулось старое название «Дельта-центр» впервые с 20 ноября 2006 года.

### Статуи Джона Стоктона и Карла Мэлоуна
Рядом с ареной установлены статуи двух баскетболистов — Джона Стоктона и Карла Мэлоуна, считающихся лучшими игроками «Джаз» за всю историю команды. Статуя Стоктону была открыта 30 марта 2005 года, а Карлу Мэлоуну — 23 марта 2006 года.

### Баскетбольная площадка имени Ларри Миллера
Через год после смерти владельца «Джаз» Ларри Миллера, 15 апреля 2010 года, баскетбольная площадка в «Энерджи Солюшнз-арене» была названа его именем. Официально название площадки — Баскетбольная площадка Ларри Миллера в Энерджи Солюшнз-арене (англ. Larry H. Miller Court at EnergySolutions Arena).